# Tammela (Estland)
Tammela (Duits: Tamela) is een plaats in de Estlandse gemeente Hiiumaa, provincie Hiiumaa. De plaats heeft de status van dorp (Estisch: küla).
Tot in oktober 2017 lag Tammela in de gemeente Pühalepa. In die maand ging Pühalepa op in de fusiegemeente Hiiumaa.

## Bevolking
Het dorp had 7 inwoners op 31 december 2011 en 9 inwoners op 31 december 2021.

## Ligging
Het dorp ligt ongeveer 11 km ten zuiden van Kärdla, de hoofdstad van Hiiumaa. De Tugimaantee 81, de secundaire weg van Kärdla naar Käina, komt langs Tammela.

## Geschiedenis
Tammela werd voor het eerst genoemd in 1564 onder de naam Petter Tamisell, een boerderij op het landgoed Großenhof (Suuremõisa). In 1599 stond ze bekend als Tammesellke Petter. In 1688 was ze onder de naam Tammisellieby een dorp geworden (by is Zweeds voor dorp). In 1798 heette het dorp Tammiselja en in 1939 Tamela.
Tussen 1977 en 1997 maakte Tammela deel uit van het buurdorp Vilivalla.